# Сосновий Бор (Нижньовартовський район)
Сосно́вий Бор (рос. Сосновый Бор) — присілок у складі Нижньовартовського району Ханти-Мансійського автономного округу Тюменської області, Росія. Входить до складу Лар'яцького сільського поселення.
Населення — 72 особи (2010, 81 у 2002).
Національний склад станом на 2002 рік: ханти — 93 %.